# Monoblepharis macrandra
Monoblepharis macrandra är en svampart som först beskrevs av Gustaf Lagerheim, och fick sitt nu gällande namn av Woronin 1904. Monoblepharis macrandra ingår i släktet Monoblepharis och familjen Monoblepharidaceae.   Inga underarter finns listade i Catalogue of Life.